# Титов Микола Васильович
Микола Васильович Титов (24 квітня 1925, Сапожок, Рязький повіт, Рязанська губернія — 31 травня 1993, Запорізька область, Україна) — машиніст екскаватора кар'єра трубки «Мир» об'єднання «Якуталмаз» Міністерства кольорової металургії СРСР, Якутська АРСР. Герой Соціалістичної Праці (1971). Почесний громадянин міста Мирний. Почесний гірник Якутської АРСР.
Народився в 1925 році в робітничій родині в селищі Сапожок Рязанської губернії. З січня 1943 року брав участь у Другій світовій війні у складі 1195-го стрілецького полку 360-ї стрілецької дивізії. Після демобілізації працював на різних вугільних шахтах Уралу. З 1959 року проживав у місті Мирний, де працював екскаваторником на кар'єрі алмазної трубки «Мир» тресту «Якуталмаз».
Брав участь у всесоюзному соціалістичному змаганні серед екскаваторників. Поряд з екскаваторниками Іваном Серебряковим, Василем Трофимовим і Семеном Васильєвим, які працювали в тресті «Якуталмаз», став одним із рекордсменів союзного значення з навантаження гірничої маси на один кубометр ковша екскаватора в рік. За видатні успіхи, досягнуті в розвитку кольорової металургії удостоєний звання Героя Соціалістичної Праці указом Президії Верховної Ради СРСР від 30 березня 1993 року з врученням ордена Леніна і золотої медалі «Серп і Молот».
Помер в 1993 році в Запорізькій області.
Нагороди
Герой Соціалістичної Праці
- Орден Червоного Прапора (28.03.1945)
- Орден Вітчизняної війни 2 ступеня (11.03.1985)
- Орден Слави 3 ступеня (01.09.1944)
- Медаль «За відвагу» (30.05.1944)